# Sillus imbecillus
Sillus imbecillus là một loài nhện trong họ Anyphaenidae.
Loài này thuộc chi Sillus. Sillus imbecillus được Eugen von Keyserling miêu tả năm 1891.